# Ceirano Fabbrica Automobili
Ceirano Fabbrica Automobili fue una empresa italiana fabricante de automóviles. Se fundó en Turín en 1917 por Giovanni Ceirano y su hijo Giovanni "Ernesto" Ceirano. Fue absorbida en 1923 por la SCAT, sociedad también creada por Giovanni Ceirano.